# Contract Sales Organization
Una Contract Sales Organization (acronimo CSO) è una società che realizza, per conto di aziende farmaceutiche (o medical device, integratori...), l'attività di informazione scientifica e vendita del farmaco ad operatori sanitari, in linea con le leggi e le normative vigenti.
Per la realizzazione della attività occorre che questa abbia un proprio servizio di direzione medica e di farmacovigilanza, abbia personale assunto a contratto che risponda ai requisiti di informazione scientifica.
Il termine è anche sinonimo delle cosiddette "reti in affitto" in quanto una CSO può fornire un ampio spettro di servizi tra i quali la promozione di un singolo prodotto, di una quota della visita realizzata dall'informatore, consegna campioni farmaceutici, acquisizione di consensi alla privacy, segmentazione, offerta servizi di formazione alla classe medica ed altri.
Il termine CSO si riferisce quindi ad una varietà di servizi di informazione medico scientifica su target di operatori sanitari.
In generale si assume che, durante una visita ad un medico di medicina generale o ad uno specialista, un informatore scientifico del farmaco (isf) è in grado di presentare o promuovere circa quattro specialità (ogni promozione è detta battuta) con quote di interesse decrescente da parte del medico. Per tale motivo la visita viene genericamente divisa in peso (e relativo costo) in 50% per la prima battuta (posizione riservata a farmaci in forte promozione o in lancio), 25% per la seconda, 15% per la terza e 10% per la quarta (detta anche consegna campione).
L'uso della CSO è divenuto molto popolare ed apprezzato per la contrazione delle reti di informazione delle big pharma, per la flessibilità di azione e di costi, la disponibilità rapida ad azioni promozionali.